# ستروپ ۲۳۳
سیارک ۲۳۳ (به انگلیسی: 233 Asterope) دویست و سی و سومین سیارک کشف شده‌است که در ۱۱ مه ۱۸۸۳ و در مارسی کشف شد.
قدر مطلق سیارک برابر ۸٫۲۱ است.